# Elkan Nathan Adler
Elkan Nathan Adler (geboren 24. Juli 1861 in London; gestorben 15. September 1946 ebenda) war ein britischer Jurist und wissenschaftlicher Reisender.

## Leben
Adler war ein Sohn des Rabbiners Nathan Marcus Adler aus dessen zweiter Ehe und war der Halbbruder des Rabbiners Hermann Adler. Er besuchte die City of London School und studierte an der London University und am Jews’ College.
Bekannt wurde er als Sammler von Hebraica und Judaica. Aus wirtschaftlichen Gründen verkaufte er seine Schriftensammlung 1923 an das Jewish Theological Seminary in New York City.
Er war antizionistisch eingestellt und hatte im Jahr 1898, gemeinsam mit Samuel Montagu und anderen, ein Manifest gegen Herzls Projekt der Gründung einer Jüdischen Kolonialbank entworfen, während Moses Gaster sich für die Bank engagierte, die noch im selben Jahr zustande kam.

## Veröffentlichungen
- About Hebrew Manuscripts. London etc.: Frowde, 1905
- Jews in Many Lands. (1905);
- Auto de Fe and Jew. (1908);
- A Gazetteer of Hebrew Printing. (1917)
- Catalogue of hebrew manuscripts in the collection of Elkan Nathan Adler. Cambridge, 1921
- History of the Jews of London. (1930)
- Jewish Travellers. (1930, repr. 1966, The Broadway Travellers)
- The Adler Papyri. London: Milford, 1939